# Виндоланда
Виндоланда (Kastell Vindolanda) е кастел, военен лагер, на римската помощна войска (auxiliar) южно от Адриановия вал в Англия.
Кастелът е построен между около 85 – 92 г. по техниката дърво-земя по времето на управителя Гней Юлий Агрикола. През 163 г. на същото място е построен нов кастел от камъни и съществува до 410 г. Намерени са останки и от раннохристиянска църква. В съседното село се намирали таверни, магазини, голяма отоплена военна баня. Всяко лято във Виндоланда се провеждат археологични разкопки.
Във Виндоланда са намерени полуизгорени дървени плочки, на които от гарнизона са писали на фамилиите си с мастило. Сулпиция Лепидена, пише писмо на жената на коменданта на Виндоланда.